# وجهة مسار
وجهة مسار هي مشروع حضري تنموي استثنائي تطوره شركة أم القرى للتنمية والإعمار، وهي المالك والمشغل للوجهة. يُعدّ المشروع أحد أبرز المبادرات النموذجية في مكة المكرمة، إذ يُمثل معلمًا عصريًا متعدد الإمكانات. يهدف المشروع إلى تحسين جودة الحياة لسكان مكة وزوارها من الحجاج والمعتمرين، بما يتوافق مع برنامج جودة الحياة، أحد برامج رؤية المملكة 2030.

## نظرة عامة
"وجهة مسار" تعدّ مشروعًا تنمويًا رائدًا يسهم في تطوير المدخل الغربي لمكة المكرمة. يهدف المشروع إلى تحسين البنية التحتية والمواصلات العامة، دعمًا لرؤية المملكة 2030 وبرامجها التنفيذية، خاصة برنامج خدمة ضيوف الرحمن وبرنامج جودة الحياة. كما يعزز المشروع تجربة الإقامة للحجاج والمعتمرين من خلال مرافق حديثة وفنادق عالمية، إضافةً إلى تطوير شبكة النقل العام.

يضم المشروع مجمعات فندقية وسكنية ومرافق تجارية، تشمل: "مسار مول"، مكاتب إدارية، مستشفى متكامل، ومبانٍ سكنية وفندقية متعددة المستويات.

### مواصفات وجهة مسار
- تتميز "وجهة مسار" بأهميتها المكانية والروحية، حيث تحتل موقعاً استراتيجياً هاماً في قلب مكة المكرمة على مساحة 1.2 مليون متر مربع، وبطول 3.6 كيلومتر مربع، وعلى بعد 550 متر فقط من ساحة الحرم المكي الشريف.[2]

- مسار المشاة هو أبرز معالم الوجهة، يحتضن على جانبيه فنادق، ومراكز تجارية، وثقافية وترفيهية، وساحات مفتوحة على مساحة 157,565 متر مربع بطاقة استيعابية 91 ألف زائر.[4]

- تشتمل الوجهة على 24 ألف وحدة في 58 برجاً فندقياً، و13 ألف وحدة في 82 برجاً سكنياً، و19 ألف وحدة في 59 برجاً للشقق الفندقية، إضافة إلى تخصيص 318 ألف متراً مربعاً للمحلات التجارية.[4]

- يٌعتبر المشروع الشريان الرئيسي لحركة المركبات والمشاة من وإلى الحرم المكي الشريف، ويرتبط بالمخطط الاستراتيجي للنقل العام لمكة المكرمة.[2]

### موقع وجهة مسار
تتميز وجهة مسار بموقعها الاستراتيجي في الجزء الغربي من مكة المكرمة، بدءاً من حدود الطريق الدائري الثالث عند مدخل طريق الأمير محمد بن سلمان (مكة - جدة السريع) غرباً، وتتخطى الطريق الدائري الأول (طريق أبو بكر الصديق) عند الحد الغربي لجبل عمر، على مشارف الحرم المكي الشريف على بُعد 550 متراً فقط من ساحة الحرم المكي الشريف. كما تتميز بقربها الشديد من محطة قطار الحرمين (100 متر فقط)، وتبعد عن مدينة جدة مسافة 70 كيلومتراً.

## مخطط عام متكامل
يشتمل المخطط الرئيسي للوجهة على:
- مناطق تنموية رئيسية تدعم الاستثمارات المتنوعة من مختلف القطاعات، وتم تعزيزه بمرافق وخدمات حديثة قائمة على بنية تحتية غير مسبوقة.[5]
- بنية تحتية ذكية للمائة عام القادمة تشتمل على شبكة اتصالات رقمية تمكن خواص المدن الذكية وإنترنت الأشياء وشبكة خدمات رئيسية.

### المستهدفات
الارتقاء بالمستوى العمراني والاجتماعي في مكة المكرمة، وجعلها وجهة نموذجية جاذبة من خلال توفير خيارات سهْلة ومُتنوعة للنقل، والتسوُّق والإقامة من خلال:
- التأسيس الجيِّد للبنية التحتيَّة المتكاملة
- رفع كفاءة الخدمات كماً وكيفاً
- تطوير مرافق ووسائل النقل العام والمواصلات الحديثة

#### الأهداف التطويرية
- تعمل "مسار" في المنطقة المركزية برؤية تنموية واستثمارية، تعتمد على بنية أساسية وتحتية وخدمات متكاملة لتصبح شريانًا وبوابة رئيسية إلى الحرم للمركبات والمشاة.[7]

#### أهداف قطاع النقل
الربط مع المشاريع التطويرية والتنموية الحالية والمستقبلية، والارتقاء بشبكة الطرق الرئيسية الحالية لزيادة الاستيعاب المستقبلي، فضلًا عن تنفيذ جسور ومعابر صديقة للمشاة عند التقاطعات لفصل حركتهم عن المركبات:
- ممر للمشاة عرضه 60 متراً
- 11 محطة لحافلات النقل الترددي
- طريقان رئيسيان لحركة المركبات بعرض 80 متراً
- 6 ممرات للمركبات تحت الأرض
- محطة قطار الحرمين
- مترو مكة

### مواءمة الأهداف مع رؤية 2030
تسمح مواءمة المخطط الرئيسي مع رؤية السعودية 2030 بتحقيق أهداف القيادة الرشيدة وضمان مشاركة قوية من جميع القطاعات.

## شبكات البنية التحتية
"مسار" هي وجهة حضرية استثنائية صممت بأحدث معايير صناعة الوجهات العالمية، لإثراء تجربة سكان وزوار مكة المكرمة عبر منظومة متكاملة بنية تحتية صُمِّمت لدعم كامل احتياجات الوجهة بتقنيات ذكية، تواكب التطورات المتسارعة، وستكون كل قطعة تطويرية في الوجهة مدعومة بالخدمات التالية:
- الكهرباء
- المياه
- شبكة اتصالات تدعم المدن الذكية
- نظام تبريد مركزي
- نظام تصريف مياه الأمطار
- نظام تجميع النفايات
- نظام الصرف الصحي
- نظام الري

## شراكات وجهة مسار الاستراتيجية
وقّعت شركة أم القرى للتنمية والإعمار، المالك والمطور لوجهة "مسار"، منذ تأسيسها عددًا من الشراكات الاستراتيجية مع جهات حكومية وخاصة بهدف تقديم خدمات متكاملة وخلق تجربة فريدة لمرتادي الوجهة من سكان مكة وزوارها. ومن أبرز هذه الشراكات، التعاون مع الشركة الوطنية لنقل الكهرباء، وشركة المياه الوطنية، وشركة أنظمة الاتصالات والإلكترونيات المتقدمة، وشركة كادن للاستثمار، وشركة هامات القابضة، ومجموعة فقيه الطبية، وشركة الزامل للتطوير العقاري، وشركة مدوام، وشركة جبل البناء للمقاولات، وشركة إرث العقارية، وشركة سكوب العالمية للتطوير العقاري، ومجموعة الضيافة العالمية، وشركة فؤاد خفاجي العقارية، ومؤسسة صالح كامل الإنسانية، وشركة الديار العربية، وشركة ألفا المالية، والهيئة العامة للأوقاف.

### الفنادق العالمية
يضم المشروع عددًا من الفنادق التي تديرها مجموعات فندقية عالمية، منها:
- فندق كمبينسكي - أول فرع في مكة المكرمة

- فندق تاج - أول فرع في المملكة العربية السعودية
- فندق هيلتون جاردن إن

## وصلات خارجية
- الموقع الرسمي